# جای اژدها
جای اژدها (به انگلیسی: There be dragons) فیلمی به کارگردانی رولند جفی و بازیگری گلشیفته فراهانی در نقش لیلا محصول سال ۲۰۱۱ است. این فیلم براساس زندگی خوزه ماریا اسکریوا کشیش اسپانیایی ساخته شده است.